# Línea de alta velocidad Milán-Verona
La LAV Milán-Verona (Ferrovia ad alta velocità Milano-Verona en italiano) es una línea de alta velocidad de la red de ferroviaria italiana parcialmente construida y que al momento de su finalización unirá la ciudad lombarda de Milán con la ciudad véneta de Verona.
Se encuentra construido y abierto al uso comercial el tramo entre la estación de Milano Lambrate y la estación de Brescia y en construcción el tramo entre Brescia y la estación de Verona Porta Nuova.
Al tramo en construcción entre Brescia y Verona hay que sumarle 27 km correspondientes al by pass sur de la ciudad de Brescia.
Forma parte del Corredor número 6 (Lyon-Budapest-frontera ucraniana) de la Red Transeuropea de Transportes.

## Historia
El proyecto entre Milán y Treviglio fue aprobado en 1995. El tramo entre las estaciones de Milano Lambrate y Pioltello-Limito fue finalizado en el año 2000 y el tramo hasta Treviglio fue completado en 2007 y habilitado al uso comercial 2 de julio de ese año. 
El proyecto definitivo del tramo Treviglio-Brescia fue aprobado por el "Comitato Interministeriale per la Programmazione Economica" (Comité Interministerial para la Programación Económica en italiano) en noviembre de 2007 con el financiamiento de 2000 millones de euros incluido en el "Documento di Programmazione Economica Finanziaria 2007-2011" (Documento de Programación Económica Financiera 2007-2011 en italiano). 
En diciembre de 2016 con la apertura del tramo entre Treviglio y Brescia (58 km) la línea quedó operativa entre las estaciones de Milano Lambrate y Brescia, mientras permanece en construcción el tramo entre Brescia y Verona.

## Características

### Ancho de vía y electrificación
El tramo en uso es de doble vía de ancho UIC (1.435 mm) y electrificada en 3.000 V de corriente continua.
Está previsto que una vez finalizada la línea sea electrificada en 25.000 V de corriente alterna con una frecuencia de 50 Hertz.

### Señalización
La señalización en el tramo habilitado es el tradicional en la mayor parte de la red italiana y está previsto que la parte a construir cuente con ERTMS.

## Ruta

### Tramo Milán-Treviglio
Bautizado por la Rete Ferroviaria Italiana como línea Venezia DD para distinguirla del trazado histórico (denominado Venezia LL) es el único tramo de la LAV construido y habilitado a 2009.
Entre la estación de Milano Lambrate y la estación de Melzo el trazado de la línea discurre junto a la línea histórica. Las estaciones de Pioltello-Limito y de Melzo Scalo son las únicas que pueden ser usadas tanto por la línea histórica como por la línea de alta velocidad, ya que las estaciones de Segrate, Vignate y Melzo pueden ser usadas solo por la línea histórica.
Luego de Melzo la LAV se separa de la línea histórica para volver a juntarse en cercanías del Puesto de Movimiento de Bivio Adda. Esta parte final del tramo habilitado será la Interconexión oeste de Treviglio que permitirá el ingreso de los trenes procedentes de la estación de Treviglio en la LAV con dirección a Milán.
Desde Bivio Adda hasta Treviglio el trazado continúa junto a la línea histórica finalizando en la playa de vías de esta última estación.

### Tramo Treviglio-Brescia

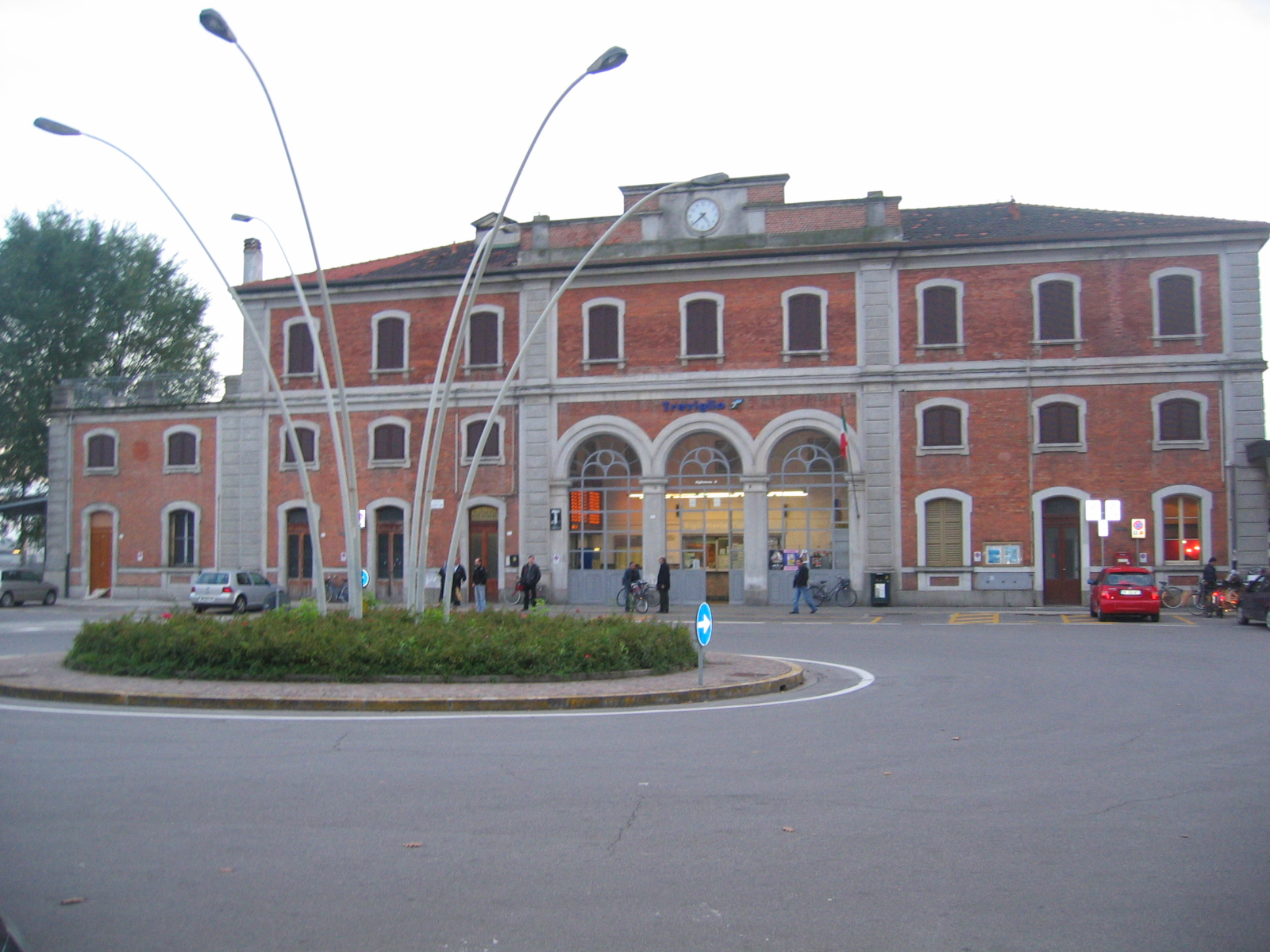
Estación de Treviglio.

El tramo entre Treviglio y Brescia tiene una longitud de 39 km y fue inaugurado el 10 de diciembre de 2016, fecha de entrada en vigor del horario de invierno 2016/17. Este tramo nace en la interconexión oeste de Treviglio y discurre junto a la autopista Brescia-Treviglio-Milano hasta la Castrezzato. En la interconexión oeste de Brescia la LAV finaliza (en el futuro continuará hacia Verona). Allí hace una ramificación que la vincula con la línea histórica permitiendo a los trenes llegar a la estación de Brescia.

### Tramo Brescia-Verona
Según la decisión del Comité Interministerial de Planificación Económica del 10 de julio de 2017 el tramo Brescia - Verona tendrá una longitud de 60 kilómetros y su coste se ha estimado en 2.800 millones de euros. Las obras comenzaron en diciembre de 2019 y tienen una duración prevista de 6 años.
El tramo en cuestión partirá de la estación de Brescia y pasará junto a la línea histórica hasta la estación de Rezzato, constituyendo así la prolongación de la interconexión Brescia Est. Desde la interconexión este de Brescia la línea discurriría junto a la autopista A4 hasta el municipio de Sona, donde la línea discurriría junto a la línea histórica para continuar junto a ella hasta la terminal de mercancías de Verona Quadrante Europa. La conexión con la estación de Verona Porta Nuova se incluye en otro proyecto de infraestructura, que tiene como objetivo la reconfiguración del nodo de Verona que también incluye las obras de conexión de la estación Verona Porta Nuova con la línea de Alta Velocidad Verona-Padua.